# Castello di Carlo V (Crotone)
Il castello di Carlo V è una fortezza di epoca medievale che sorge nella parte antica di Crotone. È di proprietà dello Stato, in consegna alla Soprintendenza per i Beni Archeologici della Calabria.

## Storia
Costruito nell'840 per difendere la città dalle incursioni dei Saraceni, fu modificato in maniera più sostanziale nel 1541 dal re Carlo V. Presenta una pianta poligonale e due torri: una più massiccia detta "Torre Aiutante", e un'altra detta "Torre Comandante". Attualmente il castello ospita una sezione del museo civico di Crotone e la Biblioteca Comunale "Armando Lucifero".
Nasce come una rudimentale fortezza sull'antica Acropoli greca, per difendere il territorio dalle invasioni straniere.  La rocca (arx in latino) sovrastava da una parte il mare e dall'altra la campagna ed era posta in un luogo difeso dalla natura, perché circondato da rupi. "Arx Crotonis, una parte imminens mari, altera vergente in agrum, situ tantum naturali quondam munita, postea et muro cincta est, qua per aversas rupes ab Dionysio Siciliae tyranno per dolum fuerat capta" (Tito Livio XXIV, 3).
Il primo che riuscì con uno stratagemma a conquistarla fu Dionisio il vecchio, tiranno di Siracusa, nel 380-378 a.C. durante la guerra tra Siracusa e Crotone (Dionisio di Alicarnasso, Excerpta, XX, 7). In seguito fu cinta di mura.

### Il castello imperiale di età sveva

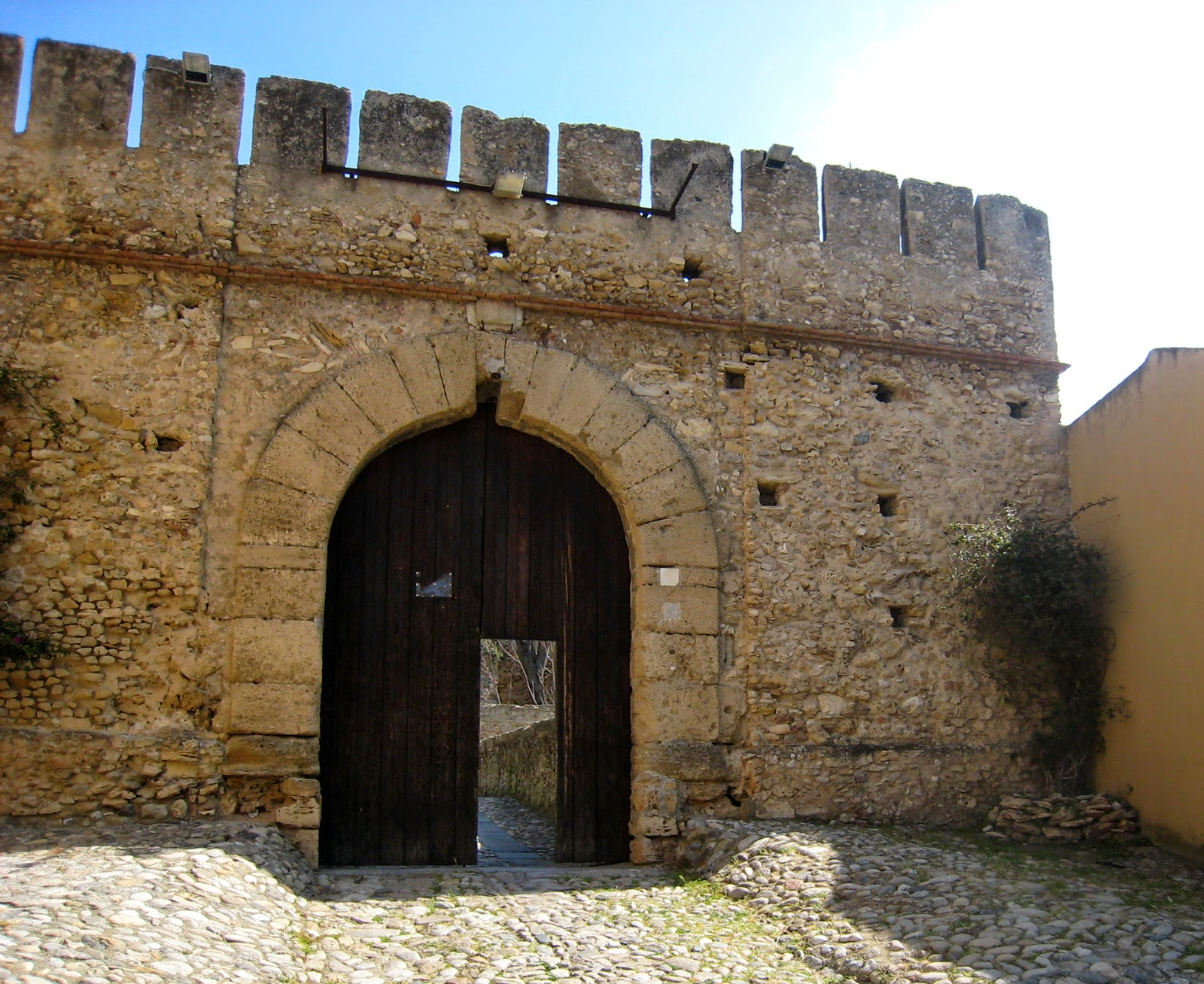
Entrata al castello

Il castello di Crotone compare per la prima volta in un atto del 1192. Il nuovo castello, analogamente a quello di Santa Severina, compare tra i castelli amministrati dai funzionari della curia imperiale, dove risiedevano castellani e guarnigioni assoldate dall'imperatore.
Alla fine del Duecento, durante l’occupazione angioina, la guarnigione è composta da 15 inservienti al servizio di un castellano di nomina regia. La truppa ed i castellani che si succedono nel presidio dipendono direttamente dal potere regio e sono composti da stranieri.
Come evidenzia anche l’appellativo differente, si trattava di una struttura diversa rispetto ai castelli che avevano caratterizzato il periodo precedente. Nella fase in questione, infatti, appaiono costruzioni più complesse, organizzate con alte mura rinforzate da torri quadrate o poligonali, dotate di feritoie per il tiro fiancheggiante dei balestrieri e di terrazzi lignei per la “difesa piombante”. In questa logica ritroviamo il “castrum Cutroni” che, edificato in una posizione nuova rispetto alla città, accentua decisamente il suo ruolo offensivo verso quest’ultima.

### L'età angioina
Su ordine di Carlo I d'Angiò, alcuni feudatari dovettero, tra il 1270 e il 1271, accollarsi la riparazione delle torri del castello, citate con le denominazioni Mamunela, Barbacana, Triangula, Thesauro, Turricella, e Turris "Ante Hostium". Nel 1284 la castellania fu concessa ai Ruffo.

### Il Castello alla fine del Medioevo
Durante la seconda meta del secolo XIV, le armi da fuoco, già impiegate durante la prima metà del secolo, entrarono stabilmente nell’uso degli eserciti e nelle dotazioni di città e castelli. Comincia così un nuovo periodo che, progressivamente, porterà alla riconversione delle fortificazioni medievali che saranno adeguate, assumendo forme sempre più regolari dettate dall’uso delle nuove armi.
Nel 1456, a distanza di 12 anni dall'assedio di Crotone da parte di Alfonso V d'Aragona (avvenuto nel contesto delle controversie legate ad Antonio Centelles), alla popolazione della città fu concesso di destinare i proventi delle imposte arretrate per riparare le mura del castello.
Nel 1480 si verificò un evento che obbligò il re Ferdinando I a ordinare di fortificare i luoghi marittimi più esposti della Calabria: la presa, la strage ed il saccheggio di Otranto (11 agosto 1480) da parte delle truppe ottomane di Maometto II. È il caso del castello di Crotone, dove, tra la fine del secolo XV e la prima metà del XVI, in epoca aragonese, fu provveduto a realizzare i necessari adeguamenti, come evidenziano la cartografia cinquecentesca ed alcune strutture superstiti, e come ampiamente dettagliato in fonti documentali. La “fabrica de Cotrone” inizio nel 1484.
I lavori, che durarono per oltre un secolo, trasformarono radicalmente la struttura del castello, che da un impianto pentagonale con cinque torri passò a una forma quadrata..
In questa fase il castello fu dotato di nuove torri a base circolare, di cui oggi rimane la “turri delo casi cavallo” che, per dimensioni e caratteristiche, risulta analoga ad un’altra ormai completamente scomparsa: la Marchisana, il cui toponimo rimanda al tempo della signoria dei marchesi di Crotone (1390 – 1444). Oltre alla torre di Casicavallo, nelle cui adiacenze, pur ispessito da interventi successivi, permane un tratto di cortina pertinente al periodo, esistevano: la “turri Muza delo castello detta S. Maria” e quella di “S. Georgi”. I resti della prima permangono alla base della cortina cinquecentesca (detta “delo critazo”) che si affaccia verso il porto, mentre la seconda, in parte diroccata, fu inglobata dai terrapieni realizzati durante la costruzione dei nuovi “rebellini” sul finire del sec. XV. La Torre di Santa Maria è stata messa in luce grazie agli scavi compiuti nel 2010 dalla Soprintendenza per i Beni Archeologici della Calabria.
L'adeguamento era concepito per offrire un migliore riparo dalle nuove armi ma, con l'inizio del Viceregno, improcrastinabili esigenze strategiche e difensive resero necessario il suo ampliamento e rifacimento.

### La ricostruzione in epoca vicereale
In quello stesso periodo la costa ionica era soggetta a ripetute razzie e assalti da parte dei Turchi. L’imperatore Carlo V, essendo viceré Don Pedro di Toledo, ordinò nel 1541 di ricostruire, secondo i nuovi criteri dell’arte della fortificazione, le difese della città e del castello di Crotone. Queste opere ebbero un notevole impatto economico sul comprensorio di Crotone, perché il territorio offrì sia la materie prime di costruzione che le maestranze. Per contro furono imposte nuove e onerose tasse a tutto il territorio calabrese. I lavori proseguirono per tutta la seconda metà del XVI secolo ed il personale impiegato superò le 1000 unità.
I lavori, che hanno portato all'assetto costruttivo attuale, vennero progettati dall'architetto italiano Gian Giacomo dell'Acaya, che ne fece una delle più possenti fortezze militari d'Italia; dopo dieci anni continuavano sotto la supervisione del barone della Caya, “designator et reviditor de tutte le Regie fabriche del presente Regno di Neapoli”, di Alonso Brefeygna, regio generale commissario in le fabbriche della città e castello di Crotone, e del capomastro Jacopo de Amato de Cotrone, “substituto per lo barone dela Caya”.
"La grande opera difensiva rivitalizzò il commercio locale. Crotone assunse nel giro di pochissimi anni la connotazione e la fisionomia di una grande città per la nascita di un indotto adeguato alla grandiosità dell’opera intrapresa. Furono aperte numerose botteghe artigiane e commerciali per rispondere alle sempre maggiori richieste di materiale da costruzione. Col passare degli anni si modificò anche l’assetto economico, sociale ed urbanistico della città e del territorio. […] È innegabile, però, che questa grande opera difensiva, edificata a salvaguardia della Calabria ionica, ridiede fiducia e tranquillità anche a tutti quei paesi del Crotonese, che, sprovvisti di difese militari, si erano prodigati con la manodopera, con il denaro e con le materie prime alla realizzazione di questa magnifica macchina bellica. Il governo vicereale spagnolo, nell’arco di mezzo secolo, attribuì a Crotone un ruolo militare di eccezionale importanza e la fece diventare la principale e più sicura fortezza della Calabria.
Il castello ospitava i soldati, la Chiesa di San Dionisio (1601), la Chiesa Nuova e la Chiesa di San Carlo (1859), l'alloggio del castellano, i magazzini dell'artiglieria, una caserma per le donne ed una prigione detta "La Serpe".
Si entrava nel castello dall'attuale Piazza Castello, grazie ad un ponte in parte fisso in muratura ed in parte levatoio in legno. La porta principale era inserita in una torre a forma di piramide tronca che dominava le cortine occidentali tra le due torri d'entrata, il ponte ed il fossato. Nel fossato, indagato nel 2011 dalla Soprintendenza per i Beni Archeologici della Calabria, è stata messa in luce la base della grande torre quadrangolare detta "della manovella", con la quale si sollevava il ponte.
Il Baluardo di San Giacomo era una struttura importante perché dominava il porto e la Marina circostante. Serviva da riparo alle truppe e vi era il fanale principale del porto. Nel 1895 fu in parte demolito per ricavarne materiale da costruzione. All'interno del baluardo vi è una scala che conduce alla Porta del Soccorso, posta ai piedi del baluardo. La cortina orientale (detta de lo critazzo) tra il Baluardo di San Giacomo e quello di Santa Caterina ingloba i resti della Torre di Santa Maria, pertinente al più antico castello medievale.
La Torre Aiutante, simile a quella del Comandante, era adibita a dimora degli ufficiali. La Torre Marchesana a base circolare armata di quattro cannoni sorgeva all'interno del castello, nella parte centrale più elevata ed era un ottimo posto di osservazione; usata come carcere per i forzati che costruivano il porto fu danneggiata dal terremoto nel 1832. Durante il terremoto crollò anche la Chiesa di San Dionisio.
Sottostante alla Marchesana vi era un'altra torre minore con numerose feritoie per i fucilieri.
La Marchesana fu demolita in seguito a un crollo che, nel 1873, aveva distrutto la cortina occidentale.

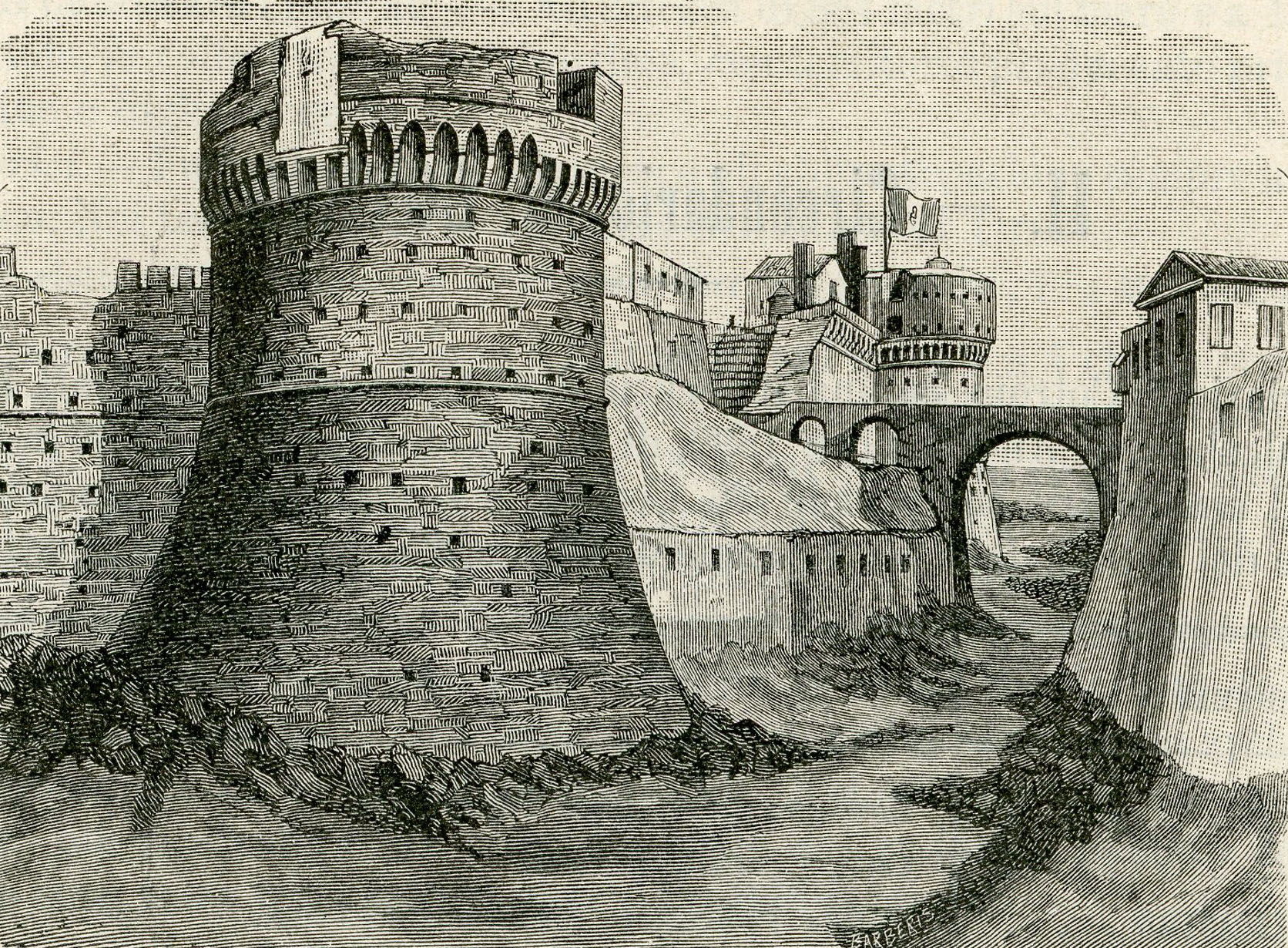
Il castello in una xilografia del 1900

### Ampliamenti in epoca moderna
Ulteriori modifiche ed ampliamenti avvennero tra il XVII e il XIX secolo: Il corpo di guardia e la campana della porta del castello (prima metà del Seicento), la caserma Campana (prima metà dell'Ottocento).

### Stato attuale
Delle torri del castello sopravvivono ancora oggi:
- la Torre Aiutante;
- la Torre Comandante;
- il Bastione San Giacomo;
- il Bastione Santa Caterina.

### Restauri e progetti

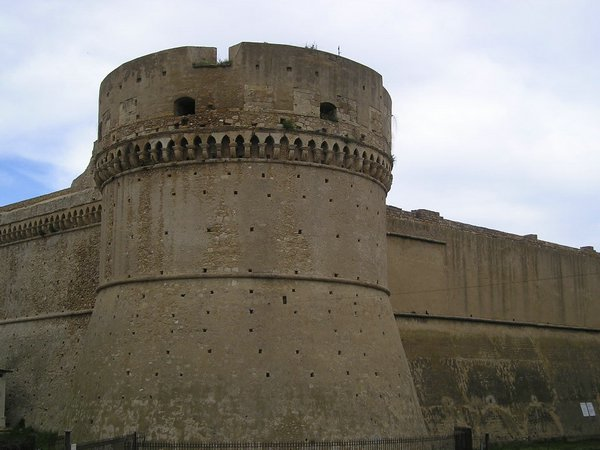
La Torre Comandante

Sono state restaurate la Torre Comandante e quella Aiutante dove è temporaneamente ubicata una sezione del Museo Archeologico Nazionale di Crotone con reperti di età medievale, tutti di proprietà dello Stato. È stata anche restaurata la Caserma Campana.
Il progetto del Ministero per i Beni e le Attività Culturali, a cura del prof. Marco Dezzi Bardeschi del Politecnico di Milano, prevede che il castello divenga la sede di un grande museo nazionale archeologico, dedicato a Crotone ed al suo esteso territorio antico, del museo di 2º livello (i depositi museali), di laboratori di restauro, rilievo, disegno e fotografia, di ampi spazi per esposizioni temporanee e convegnistica. L'edificio della Caserma della Campana dovrebbe divenire la sede dell'ufficio archeologico territoriale della Soprintendenza